# Ulf Larsson
Ulf Sigfrid Larsson (født 1. juli 1956, død 28. september 2009) var en svensk skuespiller, komiker og instruktør. I begyndelsen af 1980'erne optrådte han i adskillige tv-shows og sceneproduktioner, men nåede også at have enkelte filmroller.
Larsson døde af aneurisme den 28. september 2009. Han ligger begravet på Norra begravningsplatsen udenfor Stockholm.

## Udvalgt filmografi
- Namnsdagsserien (tv-serie, 1986, også manuskriptforfatter)
- PS sista sommaren (1988)
- I skog och mark (animationsfilm, 1990)
- Sunes jul (julekalender, 1991)
- De tre venner og Jerry (animeret tv-serie, 1999)
- Hånden på hjertet (2000)
- Jönssonligan spelar högt (2000)